# Христо Маринов (географ)
Вижте пояснителната страница за други личности с името Христо Маринов.
Христо Илиев Маринов е български географ, професор.

## Биография
Роден в на 5 януари 1921 г. в Ушинци. През 1945 г. завършва география в Софийския университет. От 1951 г. е доктор по география, избран е за професор по икономическа география през 1962 г. В периода 1960 – 1962 г. е заместник-ректор на Стопанска академия „Д. А. Ценов“ в Свищов.
Основоположник е на теорията за екологизация на българското производство, екофуторология, екологически експертизи и прогнози. Неговият основен принос е в областта на оптимизирането на териториалното разположение на производителните сили. Основател на Българското екологическо дружество, 1985 година и на екофорума Свищов-Еко. Съосновател на славянския университет в България и декан на факултета по екология към него.
Почива през 1998 г.

## Научни трудове
- „Икономическа география на страните. Учебник за учителските институти. Част 1“ (1958)
- „Икономическа география на Съветския съюз и страните с народна демокрация“, в съавторство (1958)
- „Кратък курс по икономическа география на страните“, в съавторство (1965)
- „Прогнозирано, но опасно еколого-икономическо бъдеще“ (1994)